# Olabisi Afolabi
Olabisi Afolabi (Nigeria, 31 de octubre de 1975) es una atleta nigeriana retirada, especializada en la prueba de 4x400 m en la que llegó a ser subcampeona olímpica en 1996.

## Carrera deportiva
En los JJ. OO. de Atlanta 1996 ganó la medalla de plata en los relevos 4x400 metros, con un tiempo de 3:21.04 segundos, llegando a la meta tras Estados Unidos y por delante de Alemania, siendo sus compañeras de equipo: Fatima Yusuf, Charity Opara y Falilat Ogunkoya.